# بول دوغلاس
بول دوغلاس (بالإنجليزية: Paul Douglas) (و. 1892 – 1976 م) هو سياسي، وضابط، وعالم اقتصاد، وبروفيسور (أستاذ جامعي) من الولايات المتحدة الأمريكية ولد في سالم.
تولى منصب عضو مجلس الشيوخ الأمريكي .وهو عضو في الحزب الديمقراطي الأمريكي .

## التعليم
تعلم في جامعة هارفارد، وجامعة كولومبيا.

## مناصب وهيئات
أدار جامعة شيكاغو.

## روابط خارجية
- بول دوغلاس على موقع إن إن دي بي (الإنجليزية)